# Сагаваниркток
Сагаваниркток (англ. Sagavanirktok River, эским. Sawanukto) — река в северо-восточной части Аляски (США) на северо-западе Северной Америки, протекает по территории боро Норт-Слоп.
Берёт начало в горах Филип-Смит на севере хребта Брукса. Длина реки составляет около 290 км. Сагаваниркток протекает в основном в северном направлении. Впадает в море Бофорта. Крупнейший приток — река Ивишак.